# Terence Stamp
Henry Terence Stamp (Londres, 22 de julio de 1938-17 de agosto de 2025) fue un actor británico, galardonado con el Globo de Oro a la nueva estrella del año (1962).

## Biografía

### Primeros años
Era el mayor de cinco hijos; nació en Londres en 1938, hijo de Esther Ethel (de soltera, Perrot) y Thomas Stamp, que era capitán de remolcador. Sus primeros años los pasó en Canal Road, Arco, en el East End de Londres, pero más adelante durante su infancia su familia se trasladó a Plaistow, Essex (ahora, Gran Londres).
Su hermano, Chris, es empresario de la industria del rock n' roll, reconocido por llevar a The Who a la fama durante la década de 1960.
Como su padre estaba ausente durante largos períodos por su trabajo en la marina mercante, el joven Stamp fue criado por su madre, su abuela y sus tías.

### Interés por el cine
Creció idolatrando al actor de cine Gary Cooper, después de que su madre le llevara a ver Beau Geste a la edad de tres años, aunque también se inspiró, en la década de 1950, en el vanguardista actor James Dean.
Al salir de la escuela, trabajó en diversas agencias de publicidad de Londres, donde consiguió un éxito respetable. A mediados de la década de 1950 también trabajó durante un tiempo como asistente del golfista profesional Reg Knight en el Club de Golf Wanstead, al este de Londres. Describió este período de su vida de forma muy positiva en su autobiografía (1987).

## Carrera cinematográfica

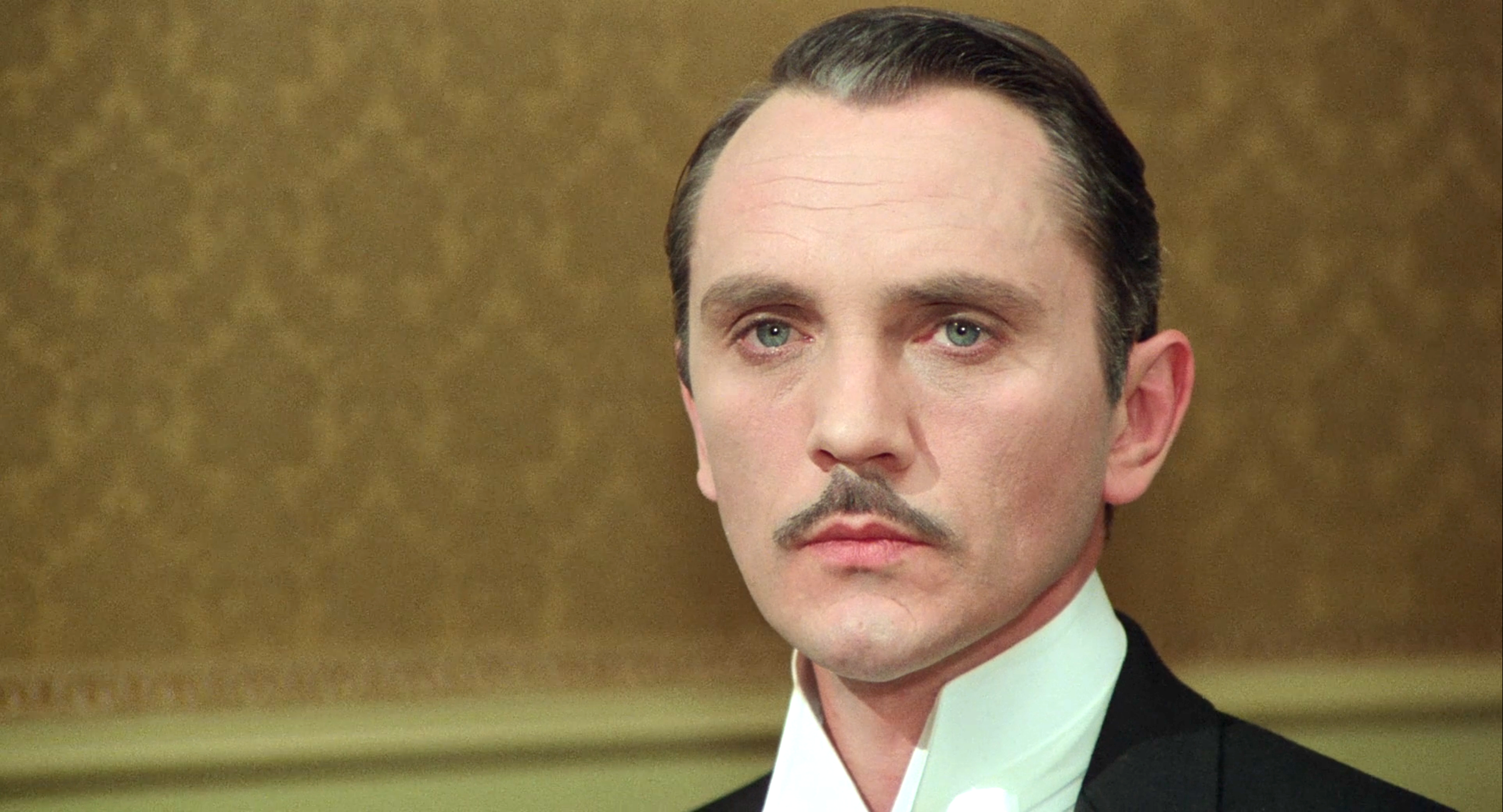
Stamp en la película italiana Divina criatura (1975).

Desde que comenzó su carrera en 1962, apareció en más de 60 películas, entre las que destacan varias dirigidas por cineastas europeos y estadounidenses, como William Wyler, Oliver Stone, Pier Paolo Pasolini, Neil Jordan y Bryan Singer.

### Debut y caracterizaciones
Su papel principal como Billy Budd en su debut en el cine le hizo acreedor a una nominación al Oscar al Mejor Actor y a otra nominación al BAFTA como Mejor Artista Revelación. Encarnó a personajes de carácter, como el coleccionista de mariposas Freddie Clegg en El coleccionista, el seductor bisexual en Teorema, el archivillano General Zod en Superman y Superman II, la drag queen Bernardita en Las aventuras de Priscilla, reina del desierto, Sir Larry Wildman en Wall Street, Tough Guy Wilson en El halcón inglés, el Canciller Supremo Valorum en Star Wars: Episode I - The Phantom Menace , el fantasma Ramsley en La mansión encantada, Stick Elektra en Elektra, Pekwarsky en Wanted y Siegfried, el archivillano de Maxwell Smart, en Superagente 86 (la película de 2008), entre otras.
Otros trabajos a destacar son Beltenebros, dirigido por la española Pilar Miró, y Valkyrie, intriga sobre un plan para asesinar a Adolf Hitler que protagonizó Tom Cruise. Además, prestó su voz al personaje Jor-El en algunos capítulos de la serie Smallville.

## Vida personal
En la década de 1960, compartió una casa con el actor Michael Caine en Wimpole Street, Londres, antes y durante su ascenso a la fama. En su autobiografía, What's it All About, Caine afirmó «Todavía me despierto sudando por la noche cuando veo a Terence aceptando mi consejo de aceptar el papel en Alfie».
Recibió una amplia cobertura mediática por sus romances en los años 1960 con la estrella Julie Christie y la supermodelo Jean Shrimpton. Junto a Shrimpton fueron una de las parejas más fotografiadas del Swinging London. Tras la ruptura con Shrimpton,  se mudó a la India y pasó un tiempo en el ashram de Krishnamurti.
El hermano de Stamp, Chris, se convirtió en un empresario del rock a quien se le atribuye llevar a The Who a la fama en la década de 1960 y haber cofundado Track Records.
En 1984, el grupo The Smiths lanzó su tercer sencillo, "What Difference Does It Make?". La portada del sencillo era una fotografía tomada en el set de rodaje de El coleccionista (que no aparece en la película). Inicialmente, Stamp denegó el permiso para usarla, y algunas ediciones mostraban al cantante Morrissey en una escena recreada. En ella, Morrissey sostiene un vaso de leche, a diferencia del trapo con cloroformo de la original. Finalmente, Stamp cambió de opinión, y se restableció la portada original.
En la víspera de Año Nuevo de 2002, se casó por primera vez con 64 años. Su esposa, de 29, era Elizabeth O'Rourke, a quien había conocido a mediados de los años 1990 en una farmacia en Bondi, Nueva Gales del Sur. De ascendencia australiana e indosingapurense, O'Rourke se crio en Singapur antes de mudarse a Australia a los veinte años para estudiar farmacología. Se divorciaron en abril de 2008 alegando «comportamiento irrazonable».
Falleció el 17 de agosto de 2025, a los 87 años. La causa de su muerte no fue especificada.

## Premios y distinciones
Premios Óscar
| Año  | Categoría              | Trabajo nominado    | Resultado |
| ---- | ---------------------- | ------------------- | --------- |
| 1963 | Mejor actor de reparto | La fragata infernal | Nominado  |

Festival Internacional de Cine de Cannes
| Año  | Categoría   | Trabajo nominado | Resultado |
| ---- | ----------- | ---------------- | --------- |
| 1965 | Mejor actor | El coleccionista | Ganador   |

Además, ganó un Globo de Oro, un Premio del Festival Internacional de Cine de Seattle, un Premio Satélite y un Premio del Festival Internacional de San Francisco, entre otros.

## Filmografía seleccionada

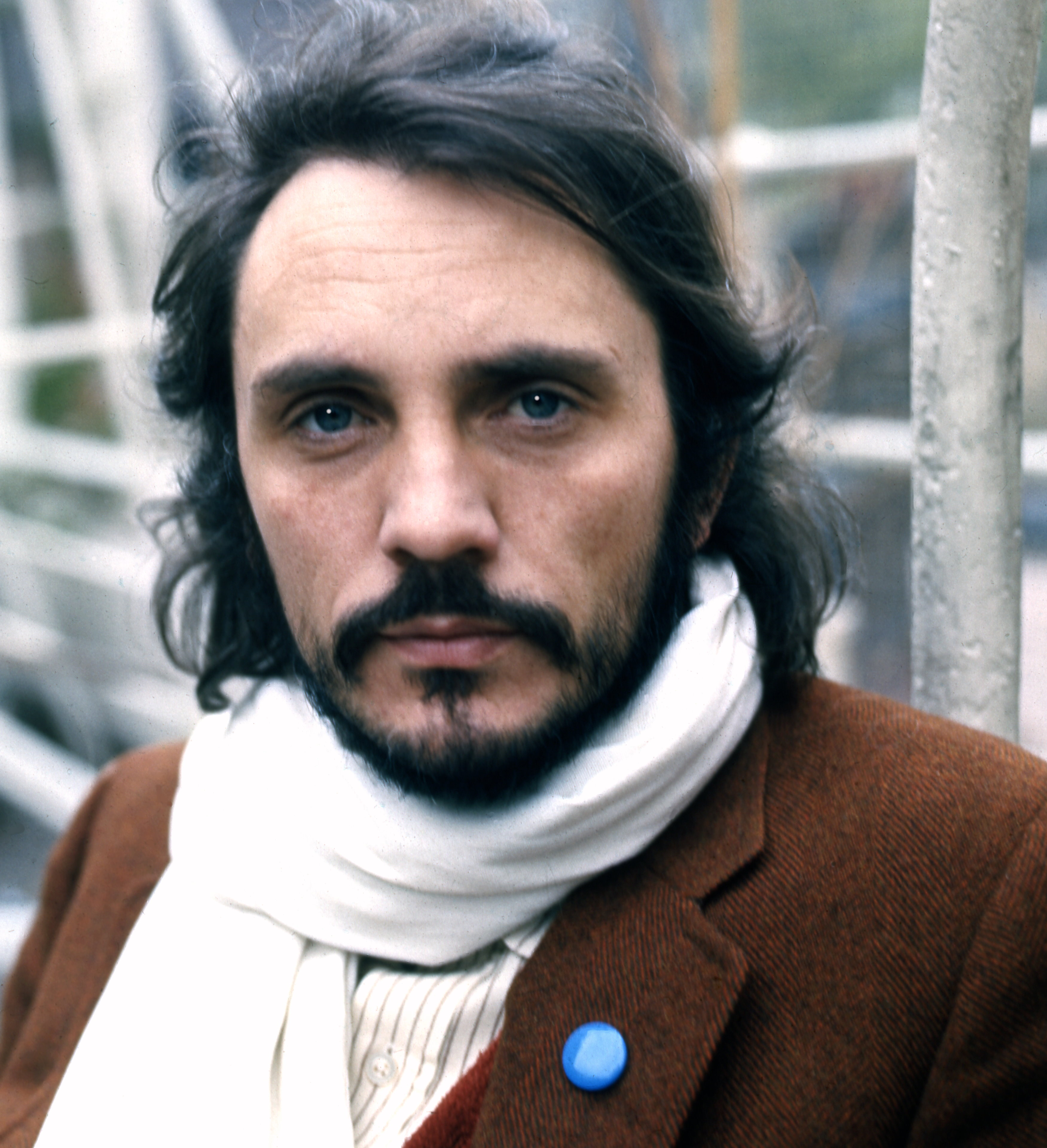
Stamp en 1973, por Allan Warren.

### Cine y televisión
- Last Night in Soho (2021)
- His Dark Materials (2019) TV
- Murder Mystery (2019)[12]
- Miss Peregrine's Home for Peculiar Children (2016)
- Big Eyes (2014)
- The Art of the Steal (2013)
- Una canción para Marion (2012)
- Destino oculto (2011)
- Valkyrie (2009)
- Wanted (2008)
- Yes Man (2008)
- Get Smart (2008)
- Superman II: The Richard Donner Cut (2006)
- Exclusion (2006)
- These Foolish Things (2005)
- Elektra (2005)
- Dead Fish  (2004)
- The Haunted Mansion (2003)
- The Kiss (2003)
- My Boss's Daughter (2003)
- Static Shock (2003) TV
- Smallville (2002-2011) TV
- Full Frontal (2002)
- Revelation (2001)
- Planeta rojo (2000)
- Bowfinger (1999)
- Star Wars: Episode I - The Phantom Menace (1999)
- El halcón inglés (1999)
- Ni el tiro del final (1999)
- The Hunger (1997) TV
- Bliss (1997)
- Striptease (1996)
- Las aventuras de Priscilla, Reina del Desierto (1994)
- The Real McCoy (1993)
- Beltenebros (1991)
- Alien Nation (1988)
- Young Guns (1988)
- El siciliano (1987)
- Wall Street (1987)
- Link (1986)
- Peligrosamente juntos (1986)
- The Cold War Killers (1986) TV
- En compañía de lobos (1984)
- Chessgame (1983) TV
- Misterio en la isla de los monstruos (1981)
- Superman II (1980); personaje: General Zod
- Meetings with Remarkable Men (1979)
- Superman: la película (1978)
- The Thief of Baghdad (1978) TV
- Blue (1968)
- Teorema (1968)
- Historias extraordinarias (1968)
- Far from the Madding Crowd (1967)
- Poor Cow (1967)
- Modesty Blaise (1966)
- The Collector (1965)
- La fragata infernal (1962)

### Videojuegos
- Wanted: Weapons of Fate (2009)
- Halo 3 (2007)
- The Elder Scrolls IV: Oblivion (2006)
- The Getaway: Black Monday (2004)

### Teatro
- The Lady from the Sea (1979)
- Drácula (1978)
- Alfie (1964)
- This Year, Next Year (1960)
- The Long and the Short and the Tall (1959)